# RS-849
Pour les articles homonymes, voir Route 849.
La RS 849 est une route locale du Centre-Est de l'État du Rio Grande do Sul qui relie la municipalité de Candelária à son district de Balneário Candelária. Elle est longue de 1,230 km.